# Taylor Hall
Taylor Hall (ur. 14 listopada 1991 w Calgary) – kanadyjski hokeista, reprezentant Kanady.

## Kariera klubowa
- Greater Kingston Jr. Fr. Mn Mdgt (2006-2007)
- Windsor Spitfires (2007-2010)
- Edmonton Oilers (2010-2016)
  -  Oklahoma City Barons (2012-2013)
- New Jersey Devils (2016-2019)
- Arizona Coyotes (2019-2021)
- Buffalo Sabres (2020-2021)
- Boston Bruins (2021-)

Wychowanek klubu North East Calgary Ath. Ass. w rodzinnym mieście Calgary. W latach 2007–2010 grał w klubie Windsor Spitfires w rozgrywkach OHL. W jego barwach dwukrotnie wygrał ligę OHL i zdobywając z zespołem trofeum J. Ross Robertson Cup oraz dwukrotnie zdobył Memorial Cup (2009 i 2010) za zwycięstwo w nadrzędnych rozgrywkach CHL. Podczas obu turniejów został wybrany do drużyny gwiazd turnieju i zdobył nagrodę Stafford Smythe Memorial Trophy dla najbardziej wartościowego zawodnika turnieju, a ponadto w 2010 zdobył Ed Chynoweth Trophy dla najlepszego strzelca Memorial Cup.
25 czerwca 2010 roku został wybrany z numerem pierwszym w drafcie NHL 2010 przez klub Edmonton Oilers, po czym w lipcu 2010 podpisał trzyletni kontrakt z klubem na występy w lidze NHL. W barwach zespołu rozegrał sezony NHL (2010/2011) i NHL (2011/2012), po których w sierpniu 2012 przedłużył umowę z klubem o siedem lat (kontrakt gwarantuje mu wynagrodzenie w wysokości 42 mln dolarów). Po ogłoszeniu lokautu w sezonie NHL (2012/2013) od listopada 2012 występował w drużynie farmerskiej Oklahoma City Barons w rozgrywkach AHL, a po wznowieniu rozgrywek NHL w styczniu powrócił do gry w Edmonton Oilers.
W czerwcu 2016 został zawodnikiem New Jersey Devils w toku wymiany za Adama Larssona. W grudniu 2019 przeszedł do Arizona Coyotes. W październiku 2020 został zatrudniony przez Buffalo Sabres, skąd w kwietniu 2021 w przeszedł do Boston Bruins

## Kariera reprezentacyjna
Jest reprezentantem Kanady. Występował w kadrach juniorskich kraju na mistrzostwach świata do lat 17 (2008), do lat 18 (2008) i do lat 20 (2010). We wszystkich trzech kategoriach wiekowych zdobywał medale mistrzostw świata. W kadrze seniorskiej uczestniczył w turniejach mistrzostw świata w 2013, 2015, 2016.

## Statystyki

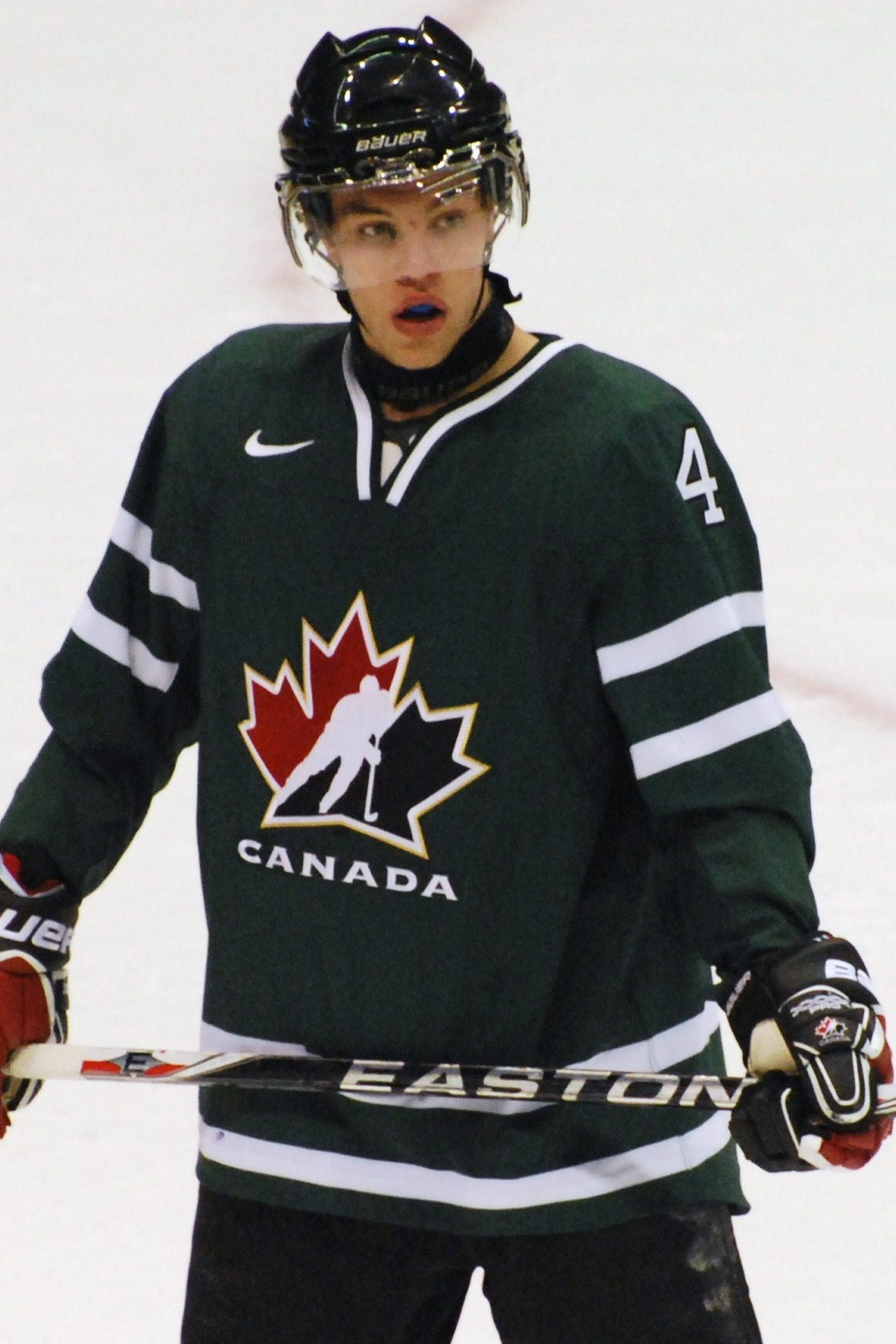
Taylor Hall w barwach Kanady (2009)

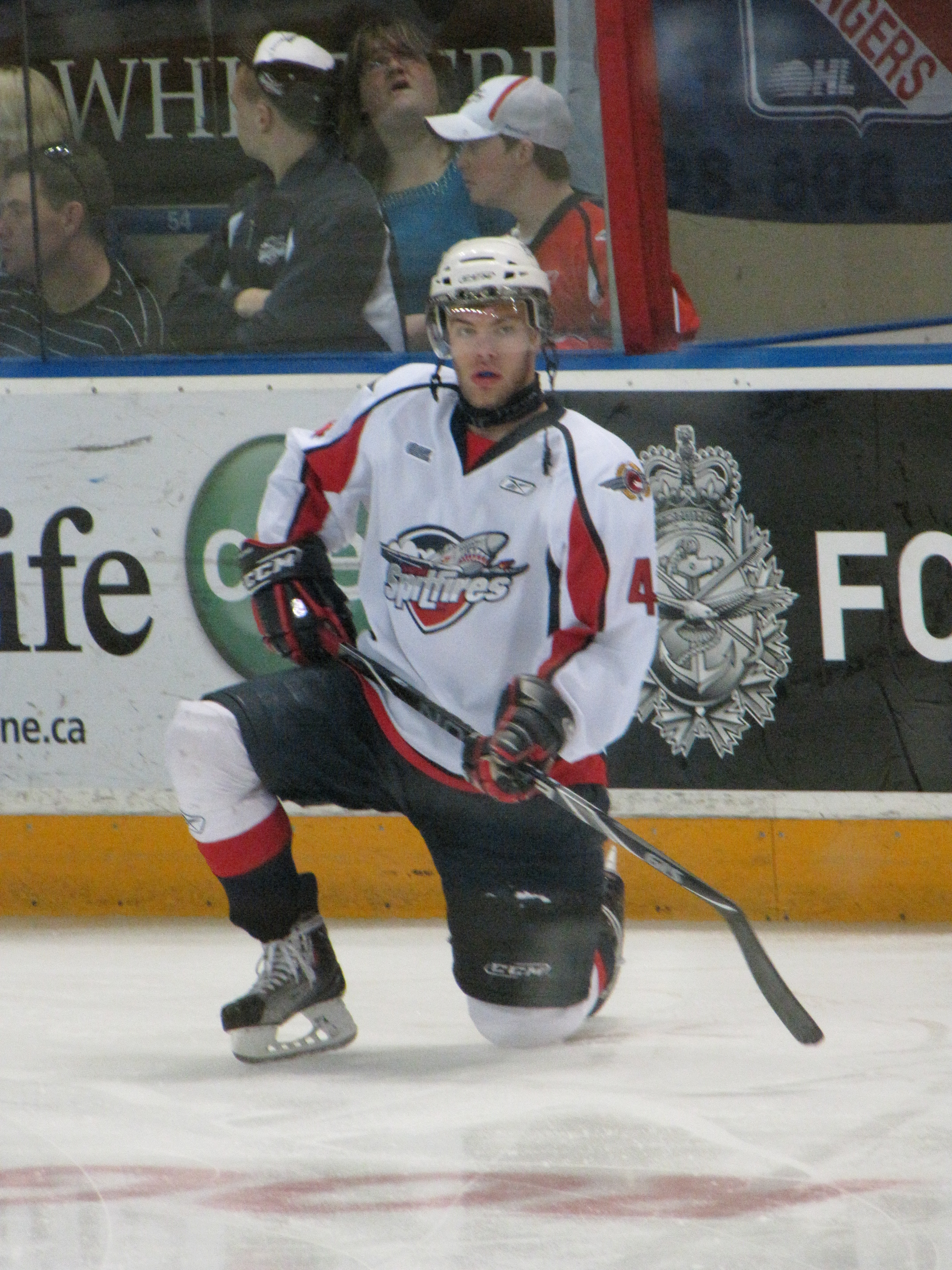
Taylor Hall w barwach Windsor Spitfires (2010)

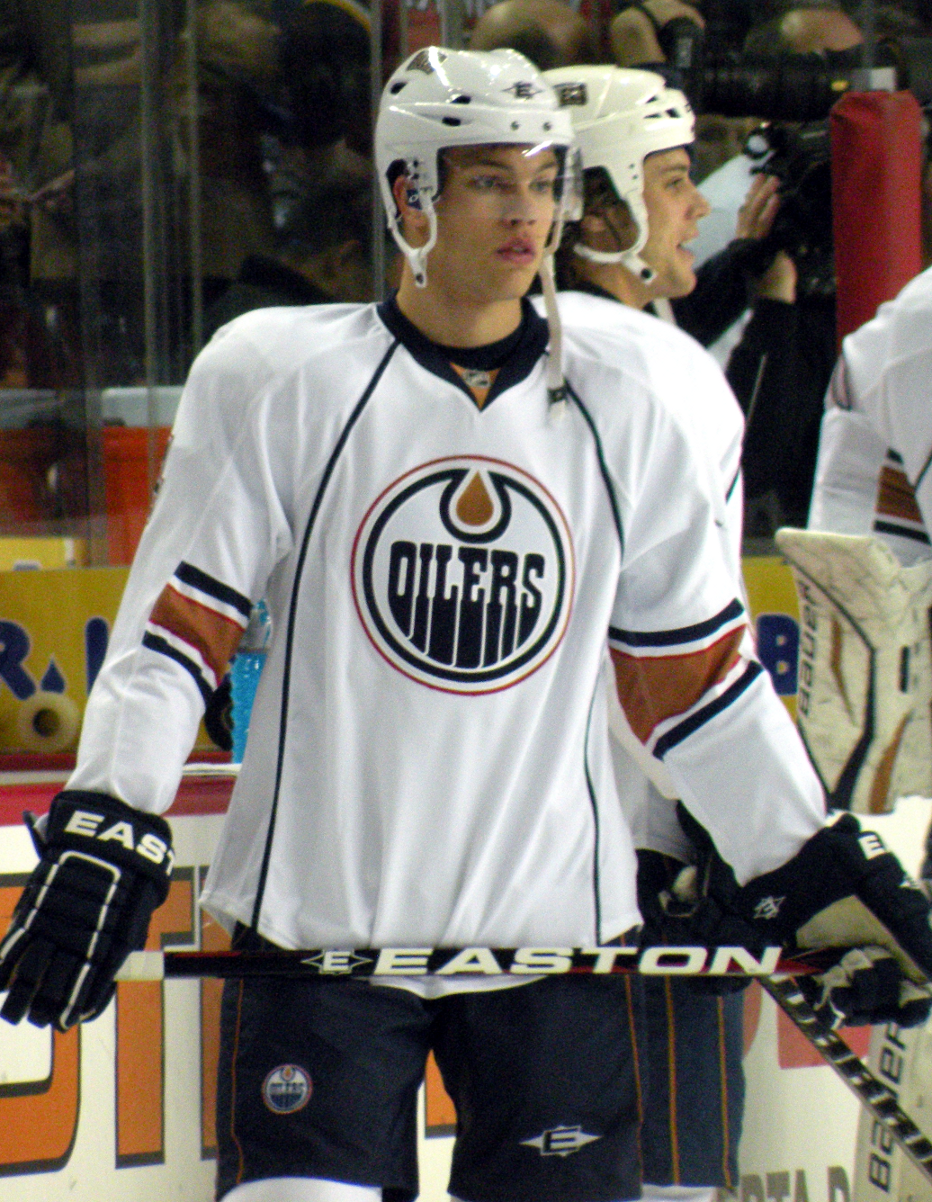
Taylor Hall w barwach Edmonton Oilers (2010)

Klubowe
| 2007–08   | Windsor Spitfires    | OHL       | 63  | 45  | 39  | 84  | 22  | 5  | 2  | 3  | 5  | 2  |
| 2008–09   | Windsor Spitfires    | OHL       | 63  | 38  | 52  | 90  | 60  | 20 | 16 | 20 | 36 | 12 |
| 2009–10   | Windsor Spitfires    | OHL       | 57  | 40  | 66  | 106 | 56  | 19 | 17 | 18 | 35 | 32 |
| 2010–11   | Edmonton Oilers      | NHL       | 65  | 22  | 20  | 42  | 27  | —  | —  | —  | —  | —  |
| 2011–12   | Edmonton Oilers      | NHL       | 61  | 27  | 26  | 53  | 36  | —  | —  | —  | —  | —  |
| 2012–13   | Oklahoma City Barons | AHL       | 28  | 14  | 20  | 34  | 33  | —  | —  | —  | —  | —  |
| 2012–13   | Edmonton Oilers      | NHL       | 45  | 16  | 34  | 50  | 33  | —  | —  | —  | —  | —  |
| 2013–14   | Edmonton Oilers      | NHL       | 75  | 27  | 53  | 80  | 44  | —  | —  | —  | —  | —  |
| 2014–15   | Edmonton Oilers      | NHL       | 53  | 14  | 24  | 38  | 40  | —  | —  | —  | —  | —  |
| 2015–16   | Edmonton Oilers      | NHL       | 82  | 26  | 39  | 65  | 54  | —  | —  | —  | —  | —  |
| NHL razem | NHL razem            | NHL razem | 381 | 132 | 196 | 328 | 234 | —  | —  | —  | —  | —  |

Międzynarodowe
| Rok              | Drużyna          | Turniej          | Wynik            | M  | G  | A  | Pkt | Min |
| ---------------- | ---------------- | ---------------- | ---------------- | -- | -- | -- | --- | --- |
| 2008             | Kanada           | MŚJ U18          |                  | 7  | 4  | 5  | 9   | 4   |
| 2010             | Kanada           | MŚJ              |                  | 6  | 6  | 6  | 12  | 0   |
| 2013             | Kanada           | MŚ               | 5                | 8  | 2  | 1  | 3   | 0   |
| 2015             | Kanada           | MŚ               |                  | 10 | 7  | 5  | 12  | 6   |
| 2016             | Kanada           | MŚ               |                  | 10 | 6  | 3  | 9   | 2   |
| Juniorskie razem | Juniorskie razem | Juniorskie razem | Juniorskie razem | 13 | 10 | 11 | 21  | 4   |
| Seniorskie razem | Seniorskie razem | Seniorskie razem | Seniorskie razem | 28 | 15 | 9  | 24  | 8   |

## Sukcesy
Reprezentacyjne
- Złoty medal mistrzostw świata juniorów do lat 17: 2008
- Złoty medal mistrzostw świata juniorów do lat 18: 2008
- Srebrny medal mistrzostw świata juniorów do lat 20: 2010
- Złoty medal mistrzostw świata: 2015, 2016

Klubowe
- Mistrzostwo Calgary city Bantam AAA Champion: 2005 z North East Canucks
- J. Ross Robertson Cup - mistrzostwo Ontario Hockey League: 2009, 2010 z Windsor Spitfires
- Memorial Cup - mistrzostwo Canadian Hockey League: 2009, 2010 z Windsor Spitfires

Indywidualne
- Skład gwiazd ODMHA Midget AAA: 2007
- OHL / CHL (2007/2008):
  - Pierwsze miejsce w klasyfikacji strzelców wśród pierwszoroczniaków OHL: 45 goli
  - Pierwsze miejsce w klasyfikacji +/- OHL: +40
  - Pierwszy skład gwiazd OHL
  - Emms Family Award - najlepszy pierwszoroczniak sezonu OHL
  - Najlepszy pierwszoroczniak sezonu CHL
  - Skład gwiazd CHL
- OHL / CHL (2008/2009):
  - Pierwsze miejsce w klasyfikacji strzelców w fazie play-off OHL: 16 goli
  - Pierwsze miejsce w klasyfikacji kanadyjskiej w fazie play-off OHL: 36 punktów
  - Wayne Gretzky 99 Award – Najbardziej Wartościowy Zawodnik (MVP) w fazie-play off OHL
  - Pierwszy skład gwiazd OHL
  - Stafford Smythe Memorial Trophy - Najbardziej Wartościowy Zawodnik (MVP) turnieju Memorial Cup 2009
  - Skład gwiazd Memorial Cup 2009
- OHL / CHL (2009/2010):
  - Pierwsze miejsce w klasyfikacji asystentów w sezonie zasadniczym OHL: 66 asyst
  - Eddie Powers Memorial Trophy - pierwsze miejsce w klasyfikacji kanadyjskiej w sezonie zasadniczym OHL: 106 punktów
  - Pierwsze miejsce w klasyfikacji kanadyjskiej w fazie play-off OHL: 35 punktów
  - Mecz gwiazd OHL
  - Pierwszy skład gwiazd OHL
  - Pierwsze miejsce w klasyfikacji strzelców turnieju Memorial Cup 2010: 5 goli
  - Ed Chynoweth Trophy - pierwsze miejsce w klasyfikacji kanadyjskiej turnieju Memorial Cup 2010: 9 punktów
  - Stafford Smythe Memorial Trophy - Najbardziej Wartościowy Zawodnik (MVP) turnieju Memorial Cup 2010
  - CHL Top Prospects Game
  - Skład gwiazd Memorial Cup 2010
  - Drugi skład gwiazd CHL
- Mistrzostwa Świata Juniorów w Hokeju na Lodzie 2010/Elita:
  - Trzecie miejsce w klasyfikacji strzelców turnieju: 6 goli
  - Trzecie miejsce w klasyfikacji asystentów turnieju: 6 asyst
  - Trzecie miejsce w klasyfikacji kanadyjskiej turnieju: 12 punktów
  - Jeden z trzech najlepszych zawodników reprezentacji
- Mistrzostwa Świata w Hokeju na Lodzie 2015/Elita:
  - Trzecie miejsce w klasyfikacji strzelców turnieju: 7 goli[9]
  - Trzecie miejsce w klasyfikacji kanadyjskiej turnieju: 12 punktów[10]
  - Skład gwiazd turnieju[11]
- Występ w Meczu Gwiazd NHL w sezonie 2015-2016
- Mistrzostwa Świata w Hokeju na Lodzie 2016/Elita:
  - Czwarte miejsce w klasyfikacji strzelców turnieju: 6 goli[12]
- Występ w Meczu Gwiazd NHL w sezonie 2016-2017
- NHL (2016/2017):
  - NHL All-Star Game
- NHL (2017/2018):
  - NHL All-Star Game
  - Pierwszy skład gwiazd
  - Trofeum Harta